# Anthony Cédric Vuagniaux
Anthony Cédric Vuagniaux, né le 27 avril 1977, est un auteur-compositeur-interprète et multi-instrumentiste genevois, fondateur du label Plombage Records. Il produit et réalise ses vidéos. Sa musique aux sonorités vintage lui vaut d'être qualifié d'« ovni », écrivant, jouant, enregistrant et mixant lui-même ses compositions dans son studio où se trouve une importante collection d’instruments de musique,,,,,.

## Biographie
À sept ans, Anthony Cédric Vuagniaux découvre un vieux synthétiseur Roland chez son grand-père. Il intègre le Conservatoire de Genève à onze ans. Il compose en autodidacte avec divers instruments et monte en 1991 une formation rock.
Dans les années 2000, il crée le label Plombage Records sous le nom de « Tony Snake », en hommage à son père herpétologue décédé. Il compose plusieurs albums dont le mastering est opéré par l'ingénieur Nilesh Patel aux The Exchange Mastering Studios et réalise des remix pour Detroit Grand Pubahs.
En avril 2012, il sort l'album La Virago dans lequel participent Alain Carré, Caroline Duris, Marion Devaud et le cercle choral de Genève. 
Il se produit sur la scène du Casino Théâtre de Genève au Festival de La Bâtie-Festival de Genève ainsi qu'au festival Antigel.
En 2013, il participe avec Radio France à la production de l'album Ciudades limítrofes du compositeur et pianiste Gabriel Sivak.
En 2014, François Corbier chante sur la chanson Le Tango du maître chanteur issue de l'album Le clan des guimauves,.
En 2016, pour son clip Le Bal des faux frères, il remporte plusieurs prix.
La même année, son court métrage La Naissance des cambrioleurs reçoit deux prix au Festival international du film de Moondance : un pour sa vidéo et un pour sa bande originale,.
En 2017, son clip Tears reçoit un prix au Hong Kong Arthouse Film Festival (HKAFF) et obtient une « mention honorable » aux Los Angeles Film Awards.
En 2018, son clip La Mort de Naïve gagne plusieurs prix. Il est sélectionné par Starburst Magazine pour une projection à Manchester.

## Discographie
- Souvenirs électroniques (mini album, Plombage Records, 2010, Suisse)
- La bobine magique (album, Plombage Records, 2010, Suisse)
- Mes machines me parlent (ep, Plombage Records, 2011, Suisse)
- Le cri d'une tocante (single, Compagnie 7273, Federal Studio, Swatch 2011)
- La Virago (album, Plombage Records, 2012, Suisse)[15]
- Le sabreur fou (single, Plombage Records, 2013, Suisse)
- L'uruguayenne et les poignards volants (single, Plombage Records, 2013, Suisse)
- La Cougar (ep, Plombage Records, 2013, Suisse)
- Marisa (ep, Plombage Records, 2013, Suisse)
- Le maître nageur (ep, Plombage Records, 2013, Suisse)
- Le clan des Guimauves (album, Plombage Records, 2014, Suisse)
- Jingles 2015-2016 (album, Comédie de Genève, Plombage Records, 2015)[28],[29],[30]
- Le bal des faux frères (ep, Plombage Records, 2016, Suisse)
- Les indicatifs de l'institution genevoise (album, Comédie de Genève, Plombage Records, 2016-2017, Suisse)[31].
- Le Magnétiseur (album, Plombage Records, 2018, Suisse)
- L'enfance du Magnétiseur (ep, Plombage Records, 2018, Suisse)
- La Paranoïa chantée par Mae Lapres (single, Plombage Records, 2019, Suisse)
- Danse avec le tonnerre (album, Melodiastre, 2025)

### Sous le projet «Tony Snake»
- Extrasystole (single, Plombage Records, 2006, Suisse)
- O (single, Plombage Records, 2007, Suisse)
- Rendez-vous chez le dentiste (album, Plombage Records, 2008, Suisse)
- Foufounes Alkantara (ep, Plombage Records, 2009, Suisse)[32]
- Karateka (ep, Plombage Records, 2010, Suisse)
- Cum Format (ep, Plombage Records, 2010, Suisse)

### «Tony Snake» sur compilations
- Lap top (album, Street Tease, 2008, Paris, France)[33]
- Lap top 2.0 (album, Street Tease, 2009, Paris, France)

## Productions et réalisations cinématographiques
- Maybe I Do (clip, Detroit Grand Pubahs, 2010, États-Unis)[34].
- 69 (court-métrage, Plombage Records, 2010, Italie, Suisse, États-Unis)
- Longitude Altitude Solitude (clip, Plombage Records, 2011, Suisse)
- La valse d'Andrée (court-métrage, Plombage Records, 2012, France)
- Serpent à sonate (clip, Plombage Records, 2012, Suisse)[35]
- Le sabreur fou (court-métrage, Plombage Records, 2013, France)
- Marisa (court-métrage, Plombage Records, 2013, Suisse)[36]
- Le maître nageur (clip, Plombage Records, 2014, Suisse)
- L'enfant sirène (clip, Plombage Records, 2014, Suisse)[37]
- La mort de Naive (clip, Plombage Records, 2015, Suisse)
- La naissance des cambrioleurs (court-métrage, Plombage Records, 2015, Suisse)
- Le bal des faux frères (clip, Plombage Records, 2015, Suisse)
- Ensemble Proteus (video, Plombage Records, 2016, Genève)[38]
- Giallo (clip, Drumetrics, Plombage Records, 2016, San Diego - Genève)
- Tears (clip, Angels Dust, Plombage Records, 2017, Los Angeles - Genève)[39].

## Récompenses

### 2016
- Prix du meilleur clip au Los Angeles Cinema Festival of Hollywood pour Le Bal Des Faux Frères.
- Prix de la meilleure musique de film au festival international du film de Moondance pour La Naissance Des Cambrioleurs.
- Prix du meilleur clip au festival international du film de Moondance pour La Naissance Des Cambrioleurs[22],[23].
- Prix du meilleur clip au New York State International Film Festival pour Le Bal Des Faux Frères[40].
- Prix platinum de la meilleure cinématographie au NYC Indie Film Awards pour Le Bal Des Faux Frères[40].
- Prix de reconnaissance pour la cinématographie au Hollywood International Moving Picture Film Festival pour Le Bal Des Faux Frères[40].
- Prix de reconnaissance pour le clip au Hollywood International Moving Picture Film Festival pour Le Bal Des Faux Frères[40].
- Prix d'argent au International Independent Film Festival de Encino pour Le Bal Des Faux Frères[40].

### 2017
- Prix du meilleur clip au Hongkong Arthouse Film Festival pour Tears[41].
- Mention honorable au Los Angeles Film Awards pour Tears[42].

### 2019
- Prix du meilleur clip au Hollywood Horror Fest pour La mort de Naïve[26].
- Prix du meilleur clip au BscFest de Bucarest pour La mort de Naïve[26].

## Honneurs

### 2018
- Prix du Jury et Certificat du Trophée des Sciences de l'Université de Genève[43].

### 2022
- Commandeur des Cordons Bleus de France[44].

## Documentaires / Télévision
- Émission plein le poste sur la Radio télévision suisse en janvier 2014[45].